# Stormossetjärnen
Stormossetjärnen är en sjö i Degerfors kommun i Närke och ingår i Norrströms huvudavrinningsområde.